# Герман Тулупов
Ге́рман Тулу́пов (в миру Гео́ргий (Ю́рий) Ива́нович Тулу́пов; ~ середина 50-х годов XVI века, Старица — 1636/37, Троицкий монастырь) — иеромонах Троице-Сергиева монастыря, книжник, профессиональный писец, писатель-агиограф, автор сборника Четьи-минеи. 

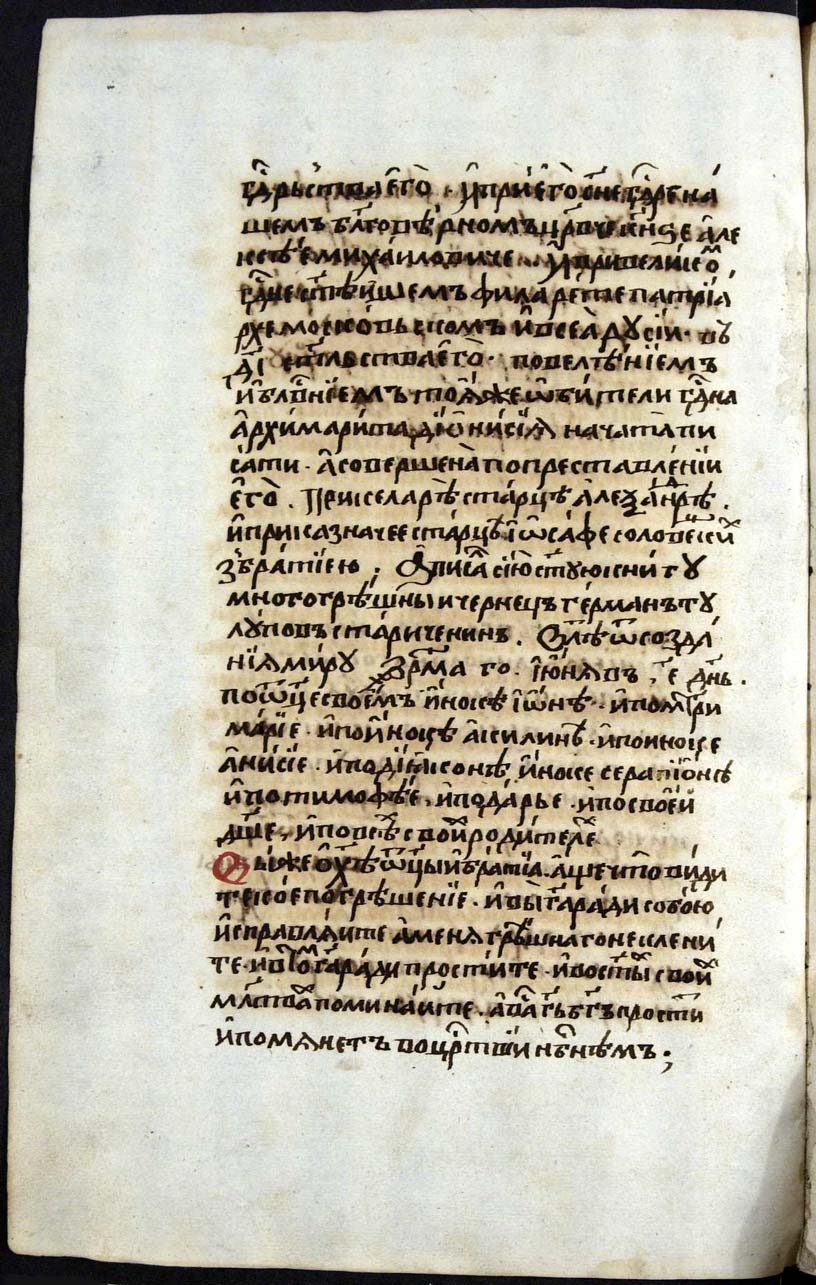
Жития Святых русских, полуусттав, написан в 1633 году старцем Германом Тулуповым. Послесловие.

Отец Георгия Тулупова — Иван, впоследствии стал иноком и получил в постриге имя — Иона. Мать Георгия Тулупова — Мария. Тулупов  в начале XVII века был женатым священником и служил в Сретенской церкви города Старицы. Являясь священником в Старице, Георгий занимался перепиской книг на заказ, в это время им написано Евангелие для церкви в имении В. А. Брашевитинова. Между 1597 и 1602 годом поп Георгий Тулупов сделал вклад, он пожертвовал Евангелие с толкованиями Феофилакта Болгарского в Старицкий в Свято-Успенский монастырь. Предположительно, после 1619 года священник Георгий переехал в Москву, служил, по-видимому, во Власьевском приделе церкви в честь Зачатия Иоанна Предтечи в дворцовой Конюшенной слободе (улица Знаменка). В это время Георгий назван власьевским священником.
1 октября 1626 года поп Георгий принял постриг с именем Герман в Троице-Сергиевом монастыре. Перед принятием малой схимы Георгий сделал вклад  в Троице-Сергиевом монастырь: 10 рублей, печатное Евангелие и крюковой Стихирарь. Возможно, одна из инокинь, упоминаемых в послесловиях к переписанным Германом книгам: Акилина или Анисия — была его женой и приняла монашеский постриг одновременно с ним.
В Троице-Сергиевом монастыре  иеромонах Герман профессионально занимался перепиской книг, вероятно, исполняя замыслы настоятеля монастыря в 1610-1633 годы — архимандрита Дионисия. Большинство рукописей, созданных Германом в это время, имеют многочисленные поправки и дописки, выполненные рукой самого каллиграфа Германа или архимандрита Дионисия. Известны 22 книги, переписанные Германом целиком или частично в Троицком монастыре. Из них 12 кодексов содержат Четьи-Минеи. Минеи-Четьи, созданные Германом Тулуповым, отличаются от Макариевских Великих четьи-минеи тем, что в них вошли почти исключительно жития и сказания о русских святых. Тулупов вносил в свой сборник всё, что находил по части русской агиографии целиком. Сам Герман в послесловиях к своим сочинениям  определяет характер работы следующим образом: «словеса праздничныи, и Жития, и мучения святых выбором», «Минеи Четьи выбором», «выборные словеса и Жития».
Кроме составления Четьих-Миней Герман переписал Служебные Минеи на декабрь  и на март, Постнические слова преподобного Ефрема Сирина, Устав, Сборник служб русским святым, Жития русских святых, Жития преподобных Сергия и Никона Радонежских, Канонник, Пролог.